# ایلدیکو توت
ایلدیکو توت (مجاری: Ildikó Tóth؛ زادهٔ ۲۹ اوت ۱۹۶۶) بازیگر و طراح رقص اهل مجارستان است. در جشنواره فیلم مجارستان ۲۰۲۳، او برای بازی در فیلم مجارستانی محاصره جایزه بهترین بازیگر نقش مکمل زن را از آن خود کرد.
از فیلم‌ها یا مجموعه‌های تلویزیونی که وی در آن‌ها نقش داشته‌است می‌توان به فیلم «در» اشاره نمود.